# Asia Rugby Championship 2017 (dywizje)
Asia Rugby Championship 2017 – trzecia edycja corocznych zawodów organizowanych pod auspicjami Asia Rugby dla azjatyckich męskich reprezentacji rugby union. Turnieje w ramach niższych od Top 3 dywizji odbywały się od maja do listopada 2017 roku.

## System rozgrywek
Od 2015 roku azjatyckie rozgrywki zostały zreorganizowane. W 2014 roku z Top 5 relegowane zostały dwa zespoły, bowiem w najwyższej klasie rozgrywkowej trzy zespoły miały rywalizować systemem ligowym.
Zawody były rozgrywane w poszczególnych dywizjach albo w formie turnieju play-off – zwycięzcy półfinałów walczyli o triumf w zawodach, przegrani zaś z tych meczów o utrzymanie się w tej klasie rozgrywek – albo też systemem kołowym – zwycięzca meczu zyskiwał pięć punktów, za remis przysługiwały trzy punkty, porażka nie była punktowana, a zdobycie przynajmniej czterech przyłożeń lub przegrana nie więcej niż siedmioma punktami premiowana była natomiast punktem bonusowym. 
Turniej Dywizji 1 służył jednocześnie jako drugi etap kwalifikacji do Pucharu Świata w 2019.

## Dywizja 1
Turniej Dywizji 1 odbył się w Ipoh w ciągu trzech meczowych dni pomiędzy 14 a 20 maja 2017 roku i wzięły w nim udział cztery zespoły rywalizujące systemem kołowym. W turnieju triumfowała reprezentacja Malezji zyskując tym samym awans do Top 3 oraz utrzymanie w systemie kwalifikacji do Pucharu Świata 2019, w tej edycji nie zaplanowano natomiast spadków. Profile zespołów i sędziowie zawodów.
| 14 maja 201714:00 | Sri Lanka | 24:13 | Filipiny | Ipoh Padang, Ipoh Sędzia: Lawrence Wilkinson |
| 14 maja 201714:00 |           | 24:13 |          | Ipoh Padang, Ipoh Sędzia: Lawrence Wilkinson |

| 14 maja 201716:00 | Malezja | 36:22 | Zjednoczone Emiraty Arabskie | Ipoh Padang, Ipoh Sędzia: Just Wang |
| 14 maja 201716:00 |         | 36:22 |                              | Ipoh Padang, Ipoh Sędzia: Just Wang |

| 17 maja 201714:00 | Sri Lanka | 33:17 | Zjednoczone Emiraty Arabskie | Ipoh Padang, Ipoh Sędzia: Charlie Brown |
| 17 maja 201714:00 |           | 33:17 |                              | Ipoh Padang, Ipoh Sędzia: Charlie Brown |

| 17 maja 201716:00 | Malezja | 40:8 | Filipiny | Ipoh Padang, Ipoh Sędzia: Taku Otsuki |
| 17 maja 201716:00 |         | 40:8 |          | Ipoh Padang, Ipoh Sędzia: Taku Otsuki |

| 20 maja 201714:00 | Filipiny | 34:26 | Zjednoczone Emiraty Arabskie | Ipoh Padang, Ipoh Sędzia: Lawrence Wilkinson |
| 20 maja 201714:00 |          | 34:26 |                              | Ipoh Padang, Ipoh Sędzia: Lawrence Wilkinson |

| 20 maja 201716:00 | Malezja | 22:9 | Sri Lanka | Ipoh Padang, Ipoh Sędzia: Taku Otsuki |
| 20 maja 201716:00 |         | 22:9 |           | Ipoh Padang, Ipoh Sędzia: Taku Otsuki |

## Dywizja 2
Turniej Dywizji 2 odbył się w Tajpej w ciągu dwóch meczowych dni pomiędzy 15 a 18 listopada 2017 roku i wzięły w nim udział cztery zespoły rywalizujące systemem pucharowym. Triumfowała w nim reprezentacja Singapuru zyskując tym samym awans do Dywizji 1. Sędziowie zawodów.
|  |                   |                 |                 |                   |    |          |          |       |
|  | Półfinały         | Półfinały       | Półfinały       |                   |    | Finał    | Finał    | Finał |
|  | Półfinały         | Półfinały       | Półfinały       |                   |    | Finał    | Finał    | Finał |
|  | 15 listopada 2017 |                 |                 |                   |    |          |          |       |
|  |                   |                 |                 |                   |    |          |          |       |
|  | Singapur          | Singapur        | 49              |                   |    |          |          |       |
|  | Singapur          | Singapur        | 49              | 18 listopada 2017 |    |          |          |       |
|  | Indie             | Indie           | 0               |                   |    |          |          |       |
|  | Indie             | Indie           | 0               |                   |    | Singapur | Singapur | 38    |
|  | 15 listopada 2017 |                 |                 |                   |    | Singapur | Singapur | 38    |
|  |                   |                 | Chińskie Tajpej | Chińskie Tajpej   | 13 |          |          |       |
|  | Chińskie Tajpej   | Chińskie Tajpej | Chińskie Tajpej | Chińskie Tajpej   | 13 | 27       |          |       |
|  | Chińskie Tajpej   | Chińskie Tajpej |                 |                   |    |          |          |       |
|  | Tajlandia         | Tajlandia       | 21              |                   |    |          |          |       |
|  | Tajlandia         | Tajlandia       | 21              | Mecz o 3. miejsce |    |          |          |       |
|  |                   |                 |                 |                   |    |          |          |       |
|  | 18 listopada 2017 |                 |                 |                   |    |          |          |       |
|  |                   |                 |                 |                   |    |          |          |       |
|  | Indie             | Indie           | 19              |                   |    |          |          |       |
|  | Indie             | Indie           | 19              |                   |    |          |          |       |
|  | Tajlandia         | Tajlandia       | 37              |                   |    |          |          |       |
|  | Tajlandia         | Tajlandia       | 37              |                   |    |          |          |       |

| 15 listopada 2017 | Singapur | 49:0 | Indie | Stadion Miejski, Tajpej Sędzia: Seo In-Soo |
| 15 listopada 2017 |          | 49:0 |       | Stadion Miejski, Tajpej Sędzia: Seo In-Soo |

| 15 listopada 2017 | Chińskie Tajpej | 27:21 | Tajlandia | Stadion Miejski, Tajpej Sędzia: Norman Drake |
| 15 listopada 2017 |                 | 27:21 |           | Stadion Miejski, Tajpej Sędzia: Norman Drake |

| 18 listopada 2017 | Singapur | 38:13 | Chińskie Tajpej | Stadion Miejski, Tajpej |
| 18 listopada 2017 |          | 38:13 |                 | Stadion Miejski, Tajpej |

| 18 listopada 2017 | Indie | 19:37 | Tajlandia | Stadion Miejski, Tajpej |
| 18 listopada 2017 |       | 19:37 |           | Stadion Miejski, Tajpej |

## Dywizja 3

### Dywizja 3 Wschodnia
Turniej Dywizji 3E zaplanowany był do przeprowadzenia w Wientianie w ciągu dwóch meczowych dni pomiędzy 1 a 4 listopada 2017 roku z udziałem czterech zespołów, ostatecznie jednak został odwołany.

### Dywizja 3 Zachodnia
Turniej Dywizji 3W odbył się w Taszkencie w ciągu trzech meczowych dni pomiędzy 25 a 31 marca 2017 roku i wzięły w nim udział trzy zespoły rywalizujące systemem kołowym. Zwycięstwo i remis dały triumf w zawodach reprezentacji Libanu. Sędziowie zawodów.
| 25 marca 201714:00 | Uzbekistan | 13:13 | Iran | Dustlik, Taszkent Sędzia: Darroch Chua |
| 25 marca 201714:00 |            | 13:13 |      | Dustlik, Taszkent Sędzia: Darroch Chua |

| 28 marca 201714:00 | Liban | 25:24 | Iran | Dustlik, Taszkent Sędzia: Lee Ki-don |
| 28 marca 201714:00 |       | 25:24 |      | Dustlik, Taszkent Sędzia: Lee Ki-don |

| 31 marca 201714:00 | Uzbekistan | 24:24 | Liban | Dustlik, Taszkent Sędzia: Tasuku Kawahara |
| 31 marca 201714:00 |            | 24:24 |       | Dustlik, Taszkent Sędzia: Tasuku Kawahara |